# Agapanthia dahli
Agapanthia dahli је врста инсекта из реда тврдокрилаца (Coleoptera) и породице стрижибуба (Cerambycidae). Сврстана је у потпородицу Lamiinae.

## Распрострањеност
Врста је распрострањена на подручју Европе (осим северног дела), Русије, Кавказа и Казахстана.

## Опис
Тело је црно, крупно, али уже у поређењу са сличном врстом Agapanthia kirbyi. Глава, пронотум и елитрони су покривени многобројним, дугим и усправним длакама. Трећи и четврти чланак антена, а понекад и пети, са доње стране на врху имају чуперак дугих црних длака. На пронотиму су три уздужне светлије врпце. Скутелум је густо жуто или сиво-жуто томентиран. Покрилца су покривена мрљастим, жућкастим или сивкастим томентом. Дужина тела од 9 до 22 mm.
- длаке на антенама

## Биологија
Животни циклус траје годину дана, ларве се развијају у стабљикама а адулти се налазе на стабљикама и лишћу биљке домаћина. Одрасле јединке се срећу од априла до августа. Као домаћини јављају се биљке из родова Carduus, Onopordon, Cirsium, Daucus, итд.

## Синоними
- Saperda dahli Richter, 1821